# Greya
Greya (née Contina 47 le 24 mars 2014) est une jument Oldenbourg de robe grise, montée en saut d'obstacles par le cavalier américain Kent Farrington.

## Histoire
Contina 47 naît le 24 mars 2014 à l'élevage de Wilfried Sandmann, en Allemagne. 
Le cavalier américain Kent Farrington l'achète à la fin de son années de quatre ans, la rebaptise « Greya », et la garde à l'entraînement en Europe jusqu'à la fin de ses six ans. Elle est alors montée par la cavalière allemande Mylen Kruse (en 2021). 
En 2023, elle fait partie des montures qui permettent à Kent Farrington de retrouver le plus haut niveau des compétitions de saut d'obstacles. Elle réalise une belle prestation au CSI4-W de Toronto, au mois de novembre. 
Elle sera vraisemblablement choisie par Farrington et sélectionnée par Robert Ridland parmi l'équipe américaine de saut d'obstacles qui participera aux Jeux olympiques d'été de 2024, malgré sa jeunesse et sa faible expérience à ce niveau de compétition.

## Description

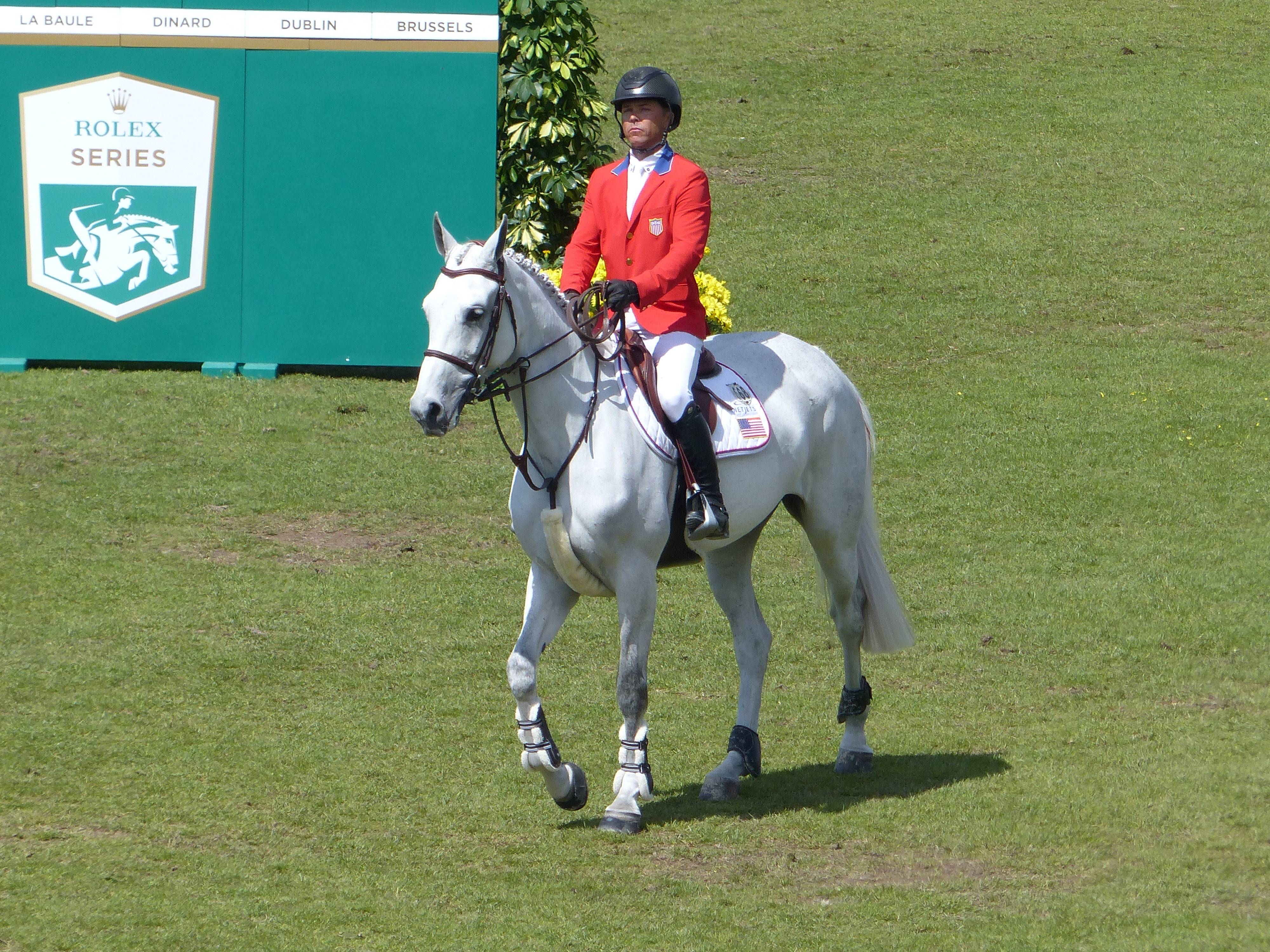
Greya montée par Kent Farrington au CSIO de La Baule de 2024.

Greya est une jument de robe grise, inscrite au stud-book de l'Oldenbourg.
Farrington déclare beaucoup aimer cette jument, qu'il traite à la manière d'un animal de compagnie tel qu'un chat ou un chien.

## Palmarès
- décembre 2023 : 3e du Top Ten du CSI5* de Genève[6] ;
- juin 2024 : vainqueur du Grand Prix du CSIO de La Baule à 1,60 m, en 34,09 secondes[3],[7], pour un gain de 500 000 €[8].

## Origines
Ses origines sont essentiellement allemandes, puisque c'est une fille de l'étalon Westphalien Colestus, sa mère Contessa étant une jument Oldenbourg issue de l'étalon Holsteiner Contender. 
Greya présente 31,65 % d'origines génétiques Pur-sang selon le site web Hippomundo.

## Descendance
Son premier poulain, Chin Grey, a été vendu pour la somme de 500 000 € à l'âge de deux ans, à la fin de l'année 2023.